# Giuseppe Bognanni
Giuseppe Bognanni   (Riesi, 18 de juliol de 1947) és un lluitador italià, ja retirat, especialista en lluita grecoromana, que va competir durant les dècades de 1960 i 1970.
El 1972 va prendre part en els Jocs Olímpics d'Estiu de Múnic, on guanyà la medalla de bronze en la prova del pes mosca del programa de lluita grecoromana. Quatre anys més tard, als Jocs de Mont-real, va disputar, sense sort, la mateixa prova.
En el seu palmarès també destaca una medalla de bronze al Campionat d'Europa de lluita de 1969 i els campionats nacionals de 1969, 1970 i 1972.